# Skogbo
Skogbo är en by i Östervåla socken, Heby kommun.
Skogbo omtalas i dokument första gången 1427 ("j skokbodum"). Under 1500-talet upptas Skogbo i jordeboken som 2 skatte. Ett om 6 öresland och 8 penningland, 1548–1555 med skatteutjord i Kåbo och 1556 nedsatt till 5 öresland 20 penningland. Ett om 3 öresland och 8 penningland, 1556 uppsatt till 4 öresland och 12 penningland. Byn är belägen i utkanten av Östervåla och omgiven av stora skogsmarker.
Bland bebyggelser på ägorna märks Kåbo, omtalad som utjord till byn under 1500-talet och från början av 1600-talet fanns här ett torp. Under en tid var Kåbo soldattorp för roten 317 vid Västmanlands regemente för Skogbo och Lagbo. Torpet har även kallat Lagens eller Gamla Lagens. 1935 avstyckades fastigheten från Skogbo.
Gårdarna i byn hette Jan-Anders, Jerk-Anders, Ol-Pers och Norrgården. Sörmarken är en gård som uppfördes i södra delen av byns ägor efter laga skifte. Grans, Grangården eller Nya Lagens är ett annat torp beläget nära Kåbo, uppfört på 1870-talet. Kvarnmyra är ett torp uppfört på 1890-talet. Den intilliggande ängen har dock kallats Kvarnmyran åtminstone sedan 1650-talet, efter en närliggande kvarn. Hällbo är ett torp som låg vid Kvarnmyra och revs omkring 1880. Skogbokojan är ett 1900-talstorp.